# 黄氏芝麻蜗牛
黄氏芝麻蜗牛（学名：Diplommatina huangi），是中腹足目芝麻蜗牛科芝麻蜗属的一种。只見於台湾屏東縣滿州鄉的南仁山。棲息於落葉層下。